# 范付中
范付中（1970年8月18日—），男，河南杞县人，中华人民共和国政治人物。现任安徽省人民政府副省长。曾任三门峡市市长、中共三门峡市委书记。

## 生平
1988年9月至1990年7月，在河南大学财经系财会专业学习；1991年参加工作；1994年加入中国共产党。曾在开封和杞县担任党政领导职务。
2016年调到三门峡市工作，担任三门峡市组织部部长职务。2021年7月，任中共三门峡市委副书记、市人民政府代市长。2023年3月，任三门峡市委书记。
2025年7月，跨省升任安徽省人民政府副省长。